# Poláky (zámek)
Poláky jsou barokní zámek ve stejnojmenné vesnici asi 7,5 km jihovýchodně od Kadaně v okrese Chomutov. Od roku 1963 je chráněn jako kulturní památka.

## Historie
Předchůdcem poláckého zámku byla renesanční tvrz postavená v první polovině 16. století příslušníky mašťovské větve pánů z Kolovrat. První písemná zmínka o ní pochází z roku 1546, kdy ji od Kolovratů koupil Jan Žďárský ze Žďáru. Jeho syn v roce 1552 prodal celý statek Felixovi Hasištejnskému z Lobkovic a na Líčkově, po němž jej zdědila jeho sestra Barbora. V roce 1557 ves s tvrzí přešla na Václava Lobkovice na Duchcově a ten ji roku 1560 prodal Bohuslavu Felixi Hasištejnskému z Lobkovic, který ji přenechal k užívání své druhé manželce Anně z Fictumu a Egerberku. Podle jeho testamentu připadly pak Poláky jeho nejstaršímu synovi Janu Valdemarovi Hasištejnskému z Lobkovic.

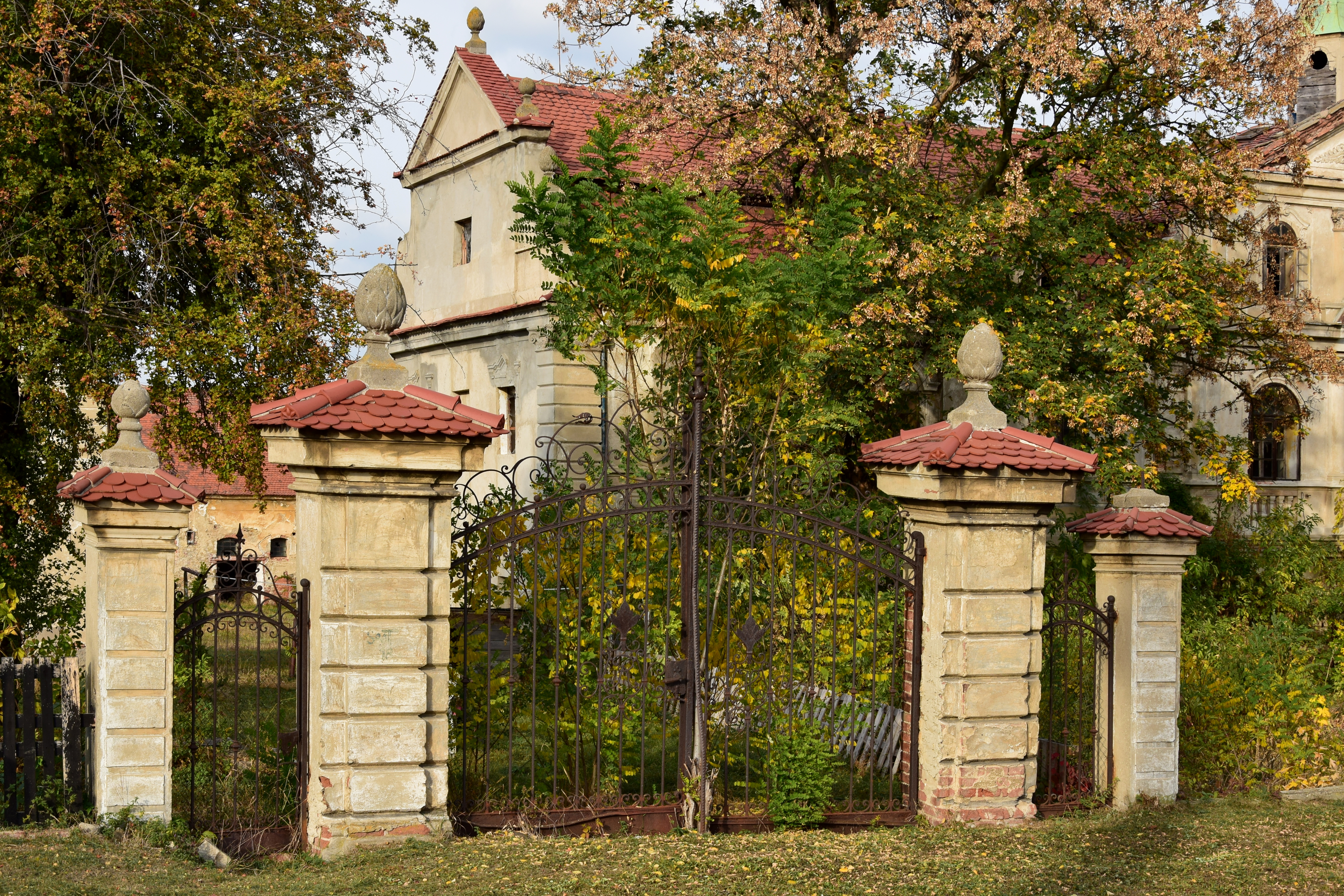
Brána

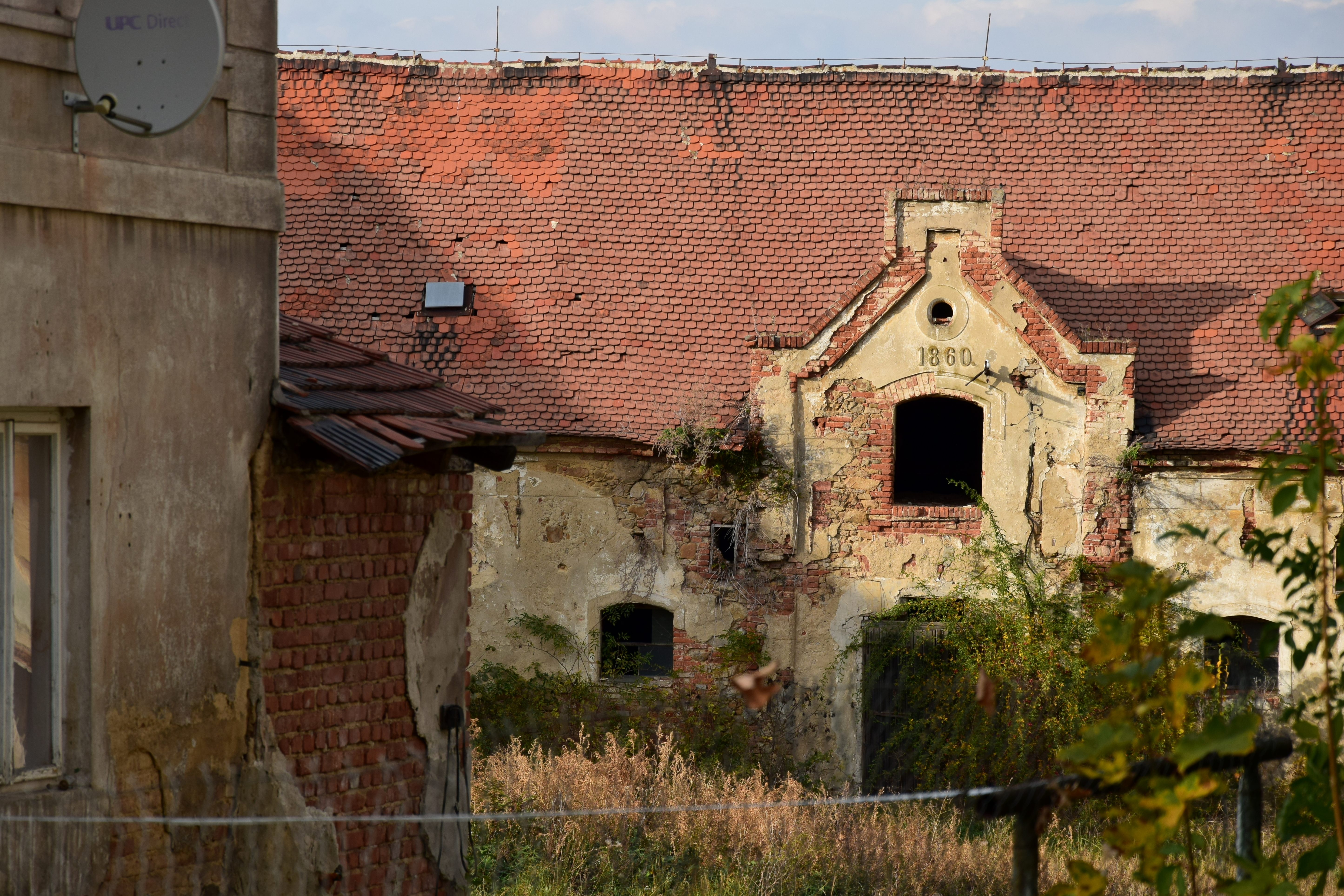
Průčelí budovy v hospodářském dvoře

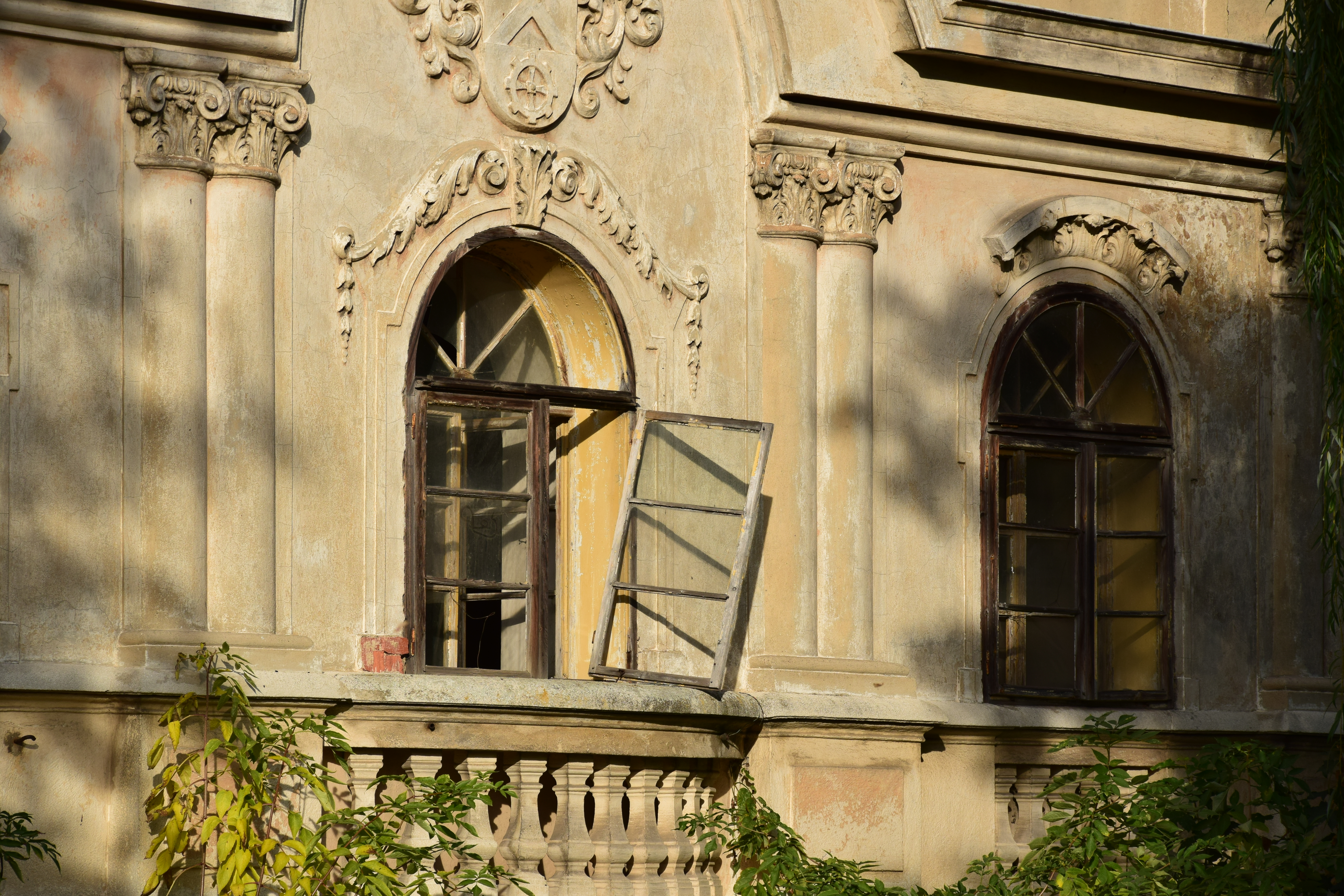
Okna v jižním průčelí

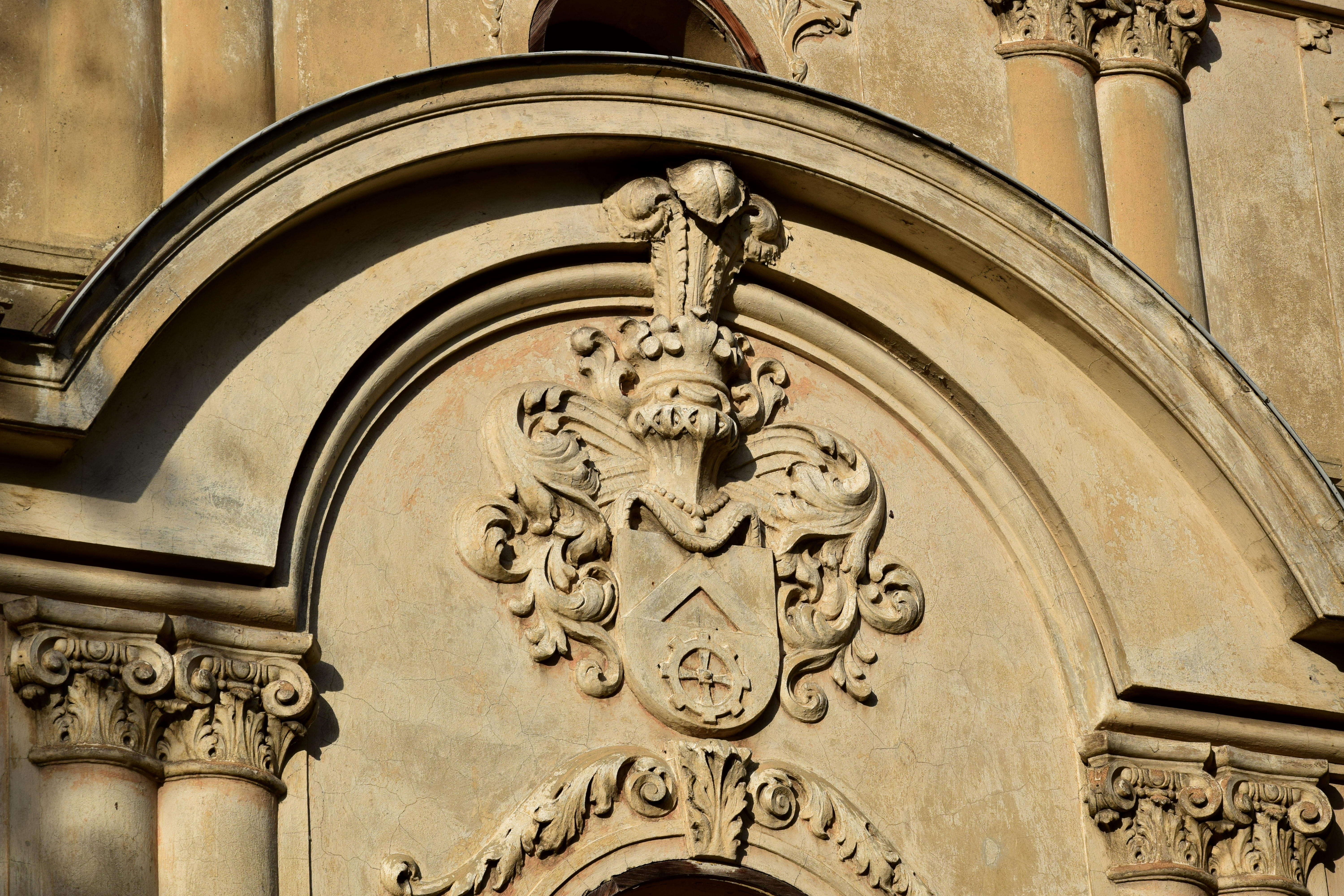
Erb v jižním průčelí

Od roku 1589 Poláky patřily Janu staršímu z Lobkovic na Točníku a po něm jeho bratrovi Ladislavu Popelovi z Lobkovic na Zbirohu. Ten spolu se svým bratrem Jiřím Popelem z Lobkovic upadl v nemilost císaře Rudolfa II., a proto v roce 1593 uprchl za hranice. Jeho majetek zkonfiskovala královská komora, ale protože podstatná část Ladislavova majetku pocházela z věna manželky Magdalény ze Salmu, byly jí vráceny Poláky, Felixburk i Egerberk. Ještě téhož roku 1596 je Magdaléna prodala ahníkovskému Linhartu Štampachovi ze Štampachu. Štampachové o panství na nějakou dobu přišli za účast na stavovském povstání, ale nakonec bylo roku 1628 Zdeslavu Štampachovi vráceno, protože ač byl evangelíkem, zůstal věrný Habsburkům. Zdeslav panství brzy prodal Jindřichu Šlikovi. Jeho dcera Marie Sidonie se o Poláky soudila se svým manželem, který jí musel roku 1662 statek vrátit a uhradit všechny škody. Dále se ve vlastnictví vystřídali Strojetičtí ze Strojetic, hrabě Gustav Adolf z Warmsbachu a hrabata z Questenberku.
Tvrz byla těžce poškozena během třicetileté války. V letech 1745–1815 vesnice patřila hrabatům z Pergenu, kteří ji nechali na konci 18. století z větší části strhnout a nahradili ji barokním zámkem podle plánů, které vypracoval žatecký stavitel Vavřinec Rodt. Posledními šlechtickými majiteli statku byli od roku 1815 Windischgrätzové a od roku 1869 Lobkovicové z Dolních Beřkovic. Po pozemkové reformě z roku 1926 zámek s dvorem postupně patřil rodinám Josefa Hrbáčka a Adolfa Kollmanna. Naposledy byl zámek důkladně opraven v roce 1928. Opravu prováděl libědický stavitel Antonín Rimpl. Ve druhé polovině 20. století v zámku sídlila správa státního statku. Silně poničený zámek je v soukromém vlastnictví.
Od roku 2020 zámek vlastní svojanovský kastelán Miloš Dempír, který usiluje o jeho záchranu a zpřístupnění veřejnosti. Aktuálně informoval v létě 2022 o jedné čtvrtině uskutečněných oprav, od roku 2024 je zrekonstruovaná část zámku v sezóně otevřena veřejnosti.

## Stavební podoba
Zámek je součástí velkého hospodářského dvora a nachází se v jeho jihovýchodním nároží. Ve sklepeních se dochovaly zbytky starší tvrze. Patrová zámecká budova má dvě navzájem kolmá křídla, v jejichž nádvorním nároží stojí válcovitý rizalit s kupolí. Nachází se v něm dvojramenné schodiště. Bohatě zdobené průčelí je obráceno do návsi a vystupuje z něj rizalit s trojúhelníkovým štítem a šestibokou věžičkou. Místnosti v přízemí mají křížové a valené klenby.